# L'Emmerdeur (1973)
L'Emmerdeur is een Frans-Italiaanse film van Edouard Molinaro die uitgebracht werd in 1973.
Veber bewerkte zelf zijn toneelstuk Le Contrat tot een filmscenario. 
Dit is de eerste film die François Pignon (soms Perrin) als hoofdpersonage heeft. Pignon is een vriendelijke maar sullige, onhandige en naïeve man. Veber voerde hem later meermaals op in door hemzelf geregisseerde komedies zoals La Chèvre (1981), Les Compères (1983), Les Fugitifs (1986) en Le Dîner de cons (1999). 
Net zoals de opgesomde films kende L'Emmerdeur heel veel succes aan de Franse filmkassa's.

## Verhaal
Ralph Milan, een huurmoordenaar, heeft in Montpellier een hotelkamer geboekt. Hij heeft de opdracht Louis Randoni uit te schakelen. Randoni is een gewone man die de pech had getuige geweest te zijn van onfrisse praktijken. Vanuit zijn kamer moet Milan Randoni neerschieten op het ogenblik dat deze het gerechtsgebouw betreedt. 
François Pignon, een wanhopige handelsreiziger die door zijn vrouw aan de deur gezet is, komt echter roet gooien in wat een zoveelste routineklus voor Milan moet worden. Hij probeert zelfmoord te plegen in de kamer naast Milan. Zijn zelfmoordpoging mislukt. Het lawaai en de overlast die dat met zich meebrengt beletten Milan het fataal schot te lossen. Om te verhinderen dat de politie argwaan gaat koesteren moet Milan zich over Pignon ontfermen.   

## Rolverdeling
| Acteur             | Personage                                                             |
| ------------------ | --------------------------------------------------------------------- |
| Lino Ventura       | Ralph Milan, de huurmoordenaar                                        |
| Jacques Brel       | François Pignon                                                       |
| Caroline Cellier   | Louise Pignon, de vrouw van François                                  |
| Jean-Pierre Darras | dokter Fuchs, neuroloog en minnaar van Louise                         |
| Nino Castelnuovo   | Bellhop, de bediende van de vijfde verdieping van het Hôtel du Palais |
| Xavier Depraz      | Louis Randoni, de man die moet vermoord worden                        |
| Jean-Louis Tristan | de inspecteur van het hotel                                           |